# Nitsa
La Nitsa (en russe : Ница) est une rivière de 262 km située dans l'oblast de Sverdlovsk, en Russie formée par la confluence des rivières Neïva et Rej à l'est de la ville d'Alapaïevsk.

## Géographie
La Nitsa est un affluent de la Toura elle-même affluent de l'Irtych par la Tobol, celui-ci allant se jeter dans l'Ob. La rivière dont le bassin est de 22 300 km2 arrose la ville d'Irbit.
La Nitsa est prise par les glaces à partir de la fin du mois d'octobre ou du début du mois de novembre, et ce jusqu'à la fin du mois d'avril. En dehors de cette longue période, elle est navigable sur tout son parcours.
La longueur de la Nitsa proprement dite est de 262 kilomètres, mais si l'on considère la Neïva comme étant son cours supérieur, la longueur totale de la rivière se monte à 556 kilomètres.

## Hydrométrie - Les débits à Irbit
Le débit de la rivière a été observé pendant 97 ans (sur la période 1892-1989) à Irbit, ville située à quelque 165 kilomètres de la confluence avec la Toura.
À Irbit, le débit annuel moyen ou module observé sur cette période était de 44,3 m3/s pour une surface de drainage de plus ou moins 17 300 km2, soit environ 73 % de la totalité du bassin versant de la rivière qui en compte 22 300. La lame d'eau d'écoulement annuel dans le bassin se montait de ce fait à 81 millimètres, ce qui est assez peu élevé.
Le débit moyen mensuel observé en février (minimum d'étiage) est de 10,9 m3/s, soit moins de 7 % du débit moyen du mois d'avril (160 m3/s), ce qui souligne l'amplitude assez importante des variations saisonnières. Les écarts de débits mensuels peuvent être encore plus importants d'après les années : sur la durée d'observation de 97 ans, le débit mensuel minimal a été de 3,76 m3/s en février 1959, tandis que le débit mensuel maximal s'élevait à 529 m3/s en mai 1914.